# Live Phish Volume 16
Live Phish Vol. 16 es un álbum en directo de la banda de rock estadounidense Phish grabado en directo en el Thomas and Mack Center ubicado en el campus de la Universidad de Nevada, en Paradise, Nevada la noche de Halloween de 1998.
Es el cuarto de seis conciertos realizados por Phish en noches de Halloween donde, además de sus temas propios, la banda tocó un álbum completo de otro artista o banda. Esta noche, la banda tocó íntegramente el disco de Velvet Underground Loaded. 
El disco número cuatro es un bonus disc de una grabación realizada la noche antes para celebrar el decimoquinto aniversario de la banda.

## Lista de canciones

### Disco 1
1. "Axilla I" (Anastasio, Herman, Marshall) - 3:58
2. "Punch You in the Eye" (Anastasio) - 9:06
3. "Roggae" (Anastasio, Fishman, Gordon, Marshall, McConnell) - 8:48
4. "Birds of a Feather" (Anastasio, Fishman, Gordon, Marshall, McConnell) - 7:21
5. "Sneakin' Sally Thru the Alley" (Toussaint) - 10:56
6. "Chalk Dust Torture" (Anastasio, Marshall) - 8:22
7. "Lawn Boy" (Anastasio, Marshall) - 3:07
8. "Mike's Song" (Gordon) - 9:27
9. "Frankie Says" (Anastasio, Fishman, Gordon, Marshall, McConnell) - 5:12
10. "Weekapaug Groove" (Anastasio, Fishman, Gordon, McConnell) - 12:16

### Disco 2
1. "Who Loves the Sun" (Reed) - 3:33
2. "Sweet Jane" (Reed) - 8:15
3. "Rock & Roll" (Reed) - 13:46
4. "Cool It Down" (Reed) - 7:14
5. "New Age" (Reed) - 8:35
6. "Head Held High" (Reed) - 4:21
7. "Lonesome Cowboy Bill" (Reed) - 10:14
8. "I Found a Reason" (Reed) - 4:34
9. "Train Round the Bend" (Reed) - 6:50
10. "Oh! Sweet Nuthin'" (Reed) - 9:17

### Disco 3
Pistas 4 - 5 son bises.
1. "Wolfman's Brother" (Anastasio, Fishman, Gordon, Marshall, McConnell) - 30:43
2. "Piper" (Anastasio, Marshall) - 13:03
3. "Ghost" (Anastasio, Marshall) - 9:07
4. "Sleeping Monkey" (Anastasio, Marshall) - 5:52
5. "Tweezer Reprise" (Anastasio, Fishman, Gordon, McConnell) - 3:53

### Disco 4
- Canciones grabadas el 30 de octubre de 1998 en el Thomas & Mack Center de Las Vegas, Nevada.

1. "Run Like an Antelope" (Anastasio, Marshall, Pollak) - 17:07
2. "Stash" (Anastasio, Marshall) - 7:51
3. "Manteca" (Fuller, Gillespie, Pozo) - 3:26
4. "Tweezer" (Anastasio, Fishman, Gordon, McConnell) - 16:33
5. "NICU" (Anastasio, Marshall) - 9:43
6. "Prince Caspian" (Anastasio, Marshall) - 8:35
7. "Golgi Apparatus" (Anastasio, Marshall, Szuter, Woolf) - 6:09
8. "Driver" (Anastasio, Marshall) - 4:42
9. "Free Bird" (Collins, Van Zant) - 4:19

## Personal
Phish
- Trey Anastasio - guitarra, voz
- Page McConnell - piano, órgano, voz
- Mike Gordon - bajo, voz
- Jon Fishman - batería , voz